# 奥田民義
奥田 民義（おくだ たみよし、1956年1月26日 - ）は、日本の声優、ナレーターである。広島県広島市出身。クレイジーボックス所属。

## 略歴
青山学院大学文学部日本文学科卒業。
テレビドラマ『太陽にほえろ』の刑事役に憧れ、文学座研修科に入所。
2年目、アトリエ公演の主役に抜擢されたが、プライベートな問題に悩んでいたという。一言のセリフの芝居ができず、ダメ出しが続き、「主役を代えてもらいたい」と願い出たという。
大先輩だった太地喜和子らに説教され、引き止められたが、ギリギリの決断を下し文学座を辞めたという。その時は2007年時点で奥田にとっては原点で、ナレーターとして声の仕事をするアイデンティティになっているような気がするという。
所属事務所は、アクセントを経てクレイジーボックスに所属。

## 人物
- 方言は江戸弁、大阪弁、広島弁[2]。
- 1987年にデビュー、1990年代前半からナレーターとして頭角を現し、現在ではテレビ番組のナレーターに欠かせない声優として有名になっている。
- 顔写真は『日本タレント名鑑』に掲載されている。なお、テレビ番組での顔出しは少ない。
- 普通自動車免許、国語科教員免許を所持[2]。趣味は、野球・バレーボール・ビリヤード[2]。

## 出演

### テレビアニメ
- ハートカクテル[1]（1987年、デビュー作）

### OVA
- BADBOYS3 BEST FRIENDS（1995年） - 段野秀次郎

### ゲーム
- サイキックストーム（1992年）  -ジョー・マクシミリアン　ナレーション

## CM（声の出演）
- 「FM-TOWNSマーティーモデル2 おもわく篇」富士通（1994年）
- 「三菱ミラージュASTI/3DOOR '95ミラージュ照れるミラージュ篇」三菱自動車工業（1994年）
- 「S&Bあら挽カレー 宣言篇」エスビー食品（1997年）
- 「サンヨークリーナー 軽チャーローラ 熱心な電気屋」三洋電機（1998年）
- 「プクプクエステ プクプク体操篇」ナムコ（1999年）
- 「氷温冷蔵庫おりこうクールカーテン 新登場篇」三洋電機（1999年）
- 「マミー引越センター 風水篇」マミー引越センター（2001年）

## ナレーション

### NHK
レギュラー
- あさイチ「ハレトケキッチン」「夢の3シェフ競演」（総合テレビ）
- NHK高校講座「世界史」（Eテレ）

特番
- 夢見るタマゴ!熱血浜田塾（総合テレビ）

不定期出演
- 着信御礼!ケータイ大喜利（総合テレビ・「アホアホ美術館のオーディオガイド」シリーズを担当） 回答読み上げする時に、自身の似顔絵ボードがマイクの前に置かれる。
- 潜れ!さかなクン（総合テレビ）

終了
- アレ今どうなった?（総合テレビ）
- 真剣10代しゃべり場（教育テレビ）
- 見どころNHK（総合テレビ）
- アートエンターテインメント 迷宮美術館（BS hi）
- サラリーマンNEO Season5「会議最前線」（総合テレビ）
- 直伝 和の極意「江戸の技」（教育テレビ）
- 団塊スタイル（教育テレビ）

### 日本テレビ
レギュラー
- 真相報道 バンキシャ!
- ぶらぶら美術・博物館（BS日テレ）

特番
- うわっ!ダマされた大賞
- ウリナリ芸能人社交ダンス部スペシャル
- シャル・ウィ・ダンス?〜オールスター社交ダンス選手権〜

終了
- ウッチャンナンチャンのウリナリ!!
- クイズ発見バラエティー イッテQ!
- 全国高等学校クイズ選手権（第23回・第24回のみ）
- 国民クイズ常識の時間
- 午後は○○おもいッきりテレビ内「なるほどなっとく!」→「知れば知るほどそれよさそう!」
- ロンブー龍
- 恋のから騒ぎ[1]（一時期、トヨタ一社提供時代に提供読みも担当）
- NNN Newsリアルタイム（不定期）
- ロンQ!ハイランド
- 世界一受けたい授業（2004年10月30日 - 2020年9月19日、提供読みも担当）

### TBS
特番
- さんまのホントの恋のかま騒ぎ

終了
- 恋のバカヤロー!
- ワンダフル
- 学校へ行こう!
- 学校へ行こう!MAX（提供読みも担当）
- リンカーン （主に芸人大運動会他、一部のコーナーのナレーターも担当。）
- 直撃!コロシアム!! ズバッと!TV
- ニンゲン観察バラエティ モニタリング
- HKT48のおでかけ!
- がっちりマンデー!!（2004年4月4日 - 2018年4月22日、提供読みを担当することがある）

### フジテレビ
特番
- 世界の絶景100選
- 超ド級!世界のありえない映像列伝

終了
- 上岡・ヒロミの花も嵐も
- これがキャイ〜ンだろ!?
- サタ☆スマ
- 100%キャイ〜ン!

### テレビ朝日
レギュラー
- スーパーJチャンネル「ヨネスケのあっぱれ極楽商店街!」
- 世界の村で発見!こんなところに日本人（朝日放送テレビ制作）
- 183村秘境旅〜こんな田舎がアルか否か!?〜
- ナニコレ珍百景（水曜ネオバラエティ時代、水曜ゴールデンタイム時代、日曜ゴールデンタイム時代[注 1]の全てで担当。提供読みも担当）

特番
- タイムショック21
- 爆笑問題&日本国民のセンセイ教えて下さい!
- コレ誰?!偉人伝 ナニした!?大調査団

終了
- 神出鬼没!タケシムケン
- てんこもり
- ラボ*らぼ〜ん
- 私は働きたい!リストラ体験者徹底トークと脱出のカギ
- 人気者でいこう!（朝日放送〈当時〉制作）
- 細木数子 の緊急大予言
- 女神のアンテナ
- 冒険JAPAN! 関ジャニ∞MAP（朝日放送〈当時〉制作、提供読みも担当）
- 中居正広の身になる図書館

### テレビ東京
終了
- クイズ赤恥青恥
- たけしの誰でもピカソ
- 釣り・ロマンを求めて（番組は継続中）
- ペット大集合!ポチたま（番組は継続中）
- 主治医が見つかる診療所（番組は継続中）

### BS-TBS
- いつでも釣り気分!（現在はシマノTVのみで配信中）

### BS日テレ
- 夢釣行〜一魚一会の旅〜

### JFN
レギュラー
- SOMEDAY,SOMEWHERE,SOMEBODY

終了
- ザ・ランドスケープ
- マンダム・ウイークエンド・ノート（FM大阪）

### ビデオ
- EXCITING BASSINGシリーズ（堤屋）
- 東京ディズニーランド、東京ディズニーシー、東京ディズニーリゾート（VHSとDVD）

### その他
- 一番搾りとれたてホップ生ビール店頭用映像（麒麟麦酒、2015年）
- 今すぐ使える新潟弁CD（語り）